# سیدنی ردنر
سیدنی ردنر (انگلیسی: Sidney Redner؛ زاده ۱۹۵۱) یک فیزیک‌دان است.